# Trial (sport)

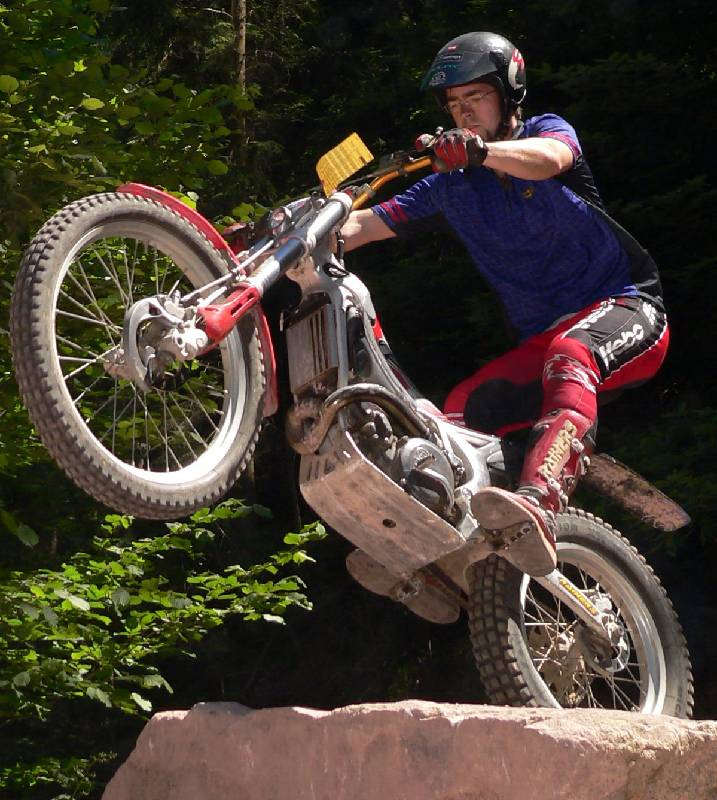
Fabian Werner met zijn Beta Rev 3 2000 in Hornberg (Schwarzwald)

Trial is een tak van de motorsport waarbij het er om gaat een aantal uitdagende hindernissen te nemen zonder de grond of de hindernis met de voet te raken. De naam is afgeleid van het Engelse "to try" (proberen, beproeven).
Bij motortrial dient de rijder over een zeer goed evenwichtsgevoel te beschikken, hetzij van nature, hetzij dankzij jaren van training. Iemand die de motor goed beheerst, kan vanaf de begane grond recht tegen de muur omhoog zijn motor op het balkon van de eerste verdieping parkeren, of op het dak van een schuurtje. De vering is zo geavanceerd dat hij er met hetzelfde gemak weer vanaf kan springen.
Een wedstrijd bestaat uit een aantal zogenaamde non stops. Deze moeten van begin tot einde worden afgelegd zonder dat de grond met iets anders dan de banden wordt geraakt. Een voetje aan de grond is uit den boze en levert een strafpunt op. Ook moet de motor een voorwaartse richting blijven aanhouden. Stilstaan - een soort surplace - is toegestaan maar achteruitrijden dus niet. Meer dan drie strafpunten in een non-stop levert het maximale aantal van vijf strafpunten voor die non-stop op. Wie aan het eind van de wedstrijd het minste aantal strafpunten heeft behaald mag zich winnaar noemen.
Trialrijders worden tijdens risicovolle acties vaak ondersteund door een zogenaamde Minder. Deze heeft als taak de motor te vangen wanneer het mis gaat zodat de rijder zich om zichzelf kan bekommeren.

## Jeugdtrial
De trialsport wordt bedreven door kinderen van 4 jaar of ouder. Om mee te mogen doen aan wedstrijden dient een rijder 8 jaar of ouder te zijn. Jeugdtrial is een tak van trial voor jeugd tussen 8 en 18 jaar. Er wordt gereden in de kabouterklasse (8-10 jaar, max. 100 cc), pupillenklasse (10-12 jaar, max 125 cc), aspirantenklasse (12-14 jaar) en jeugdklasse (15-18 jaar).

## Classic trial

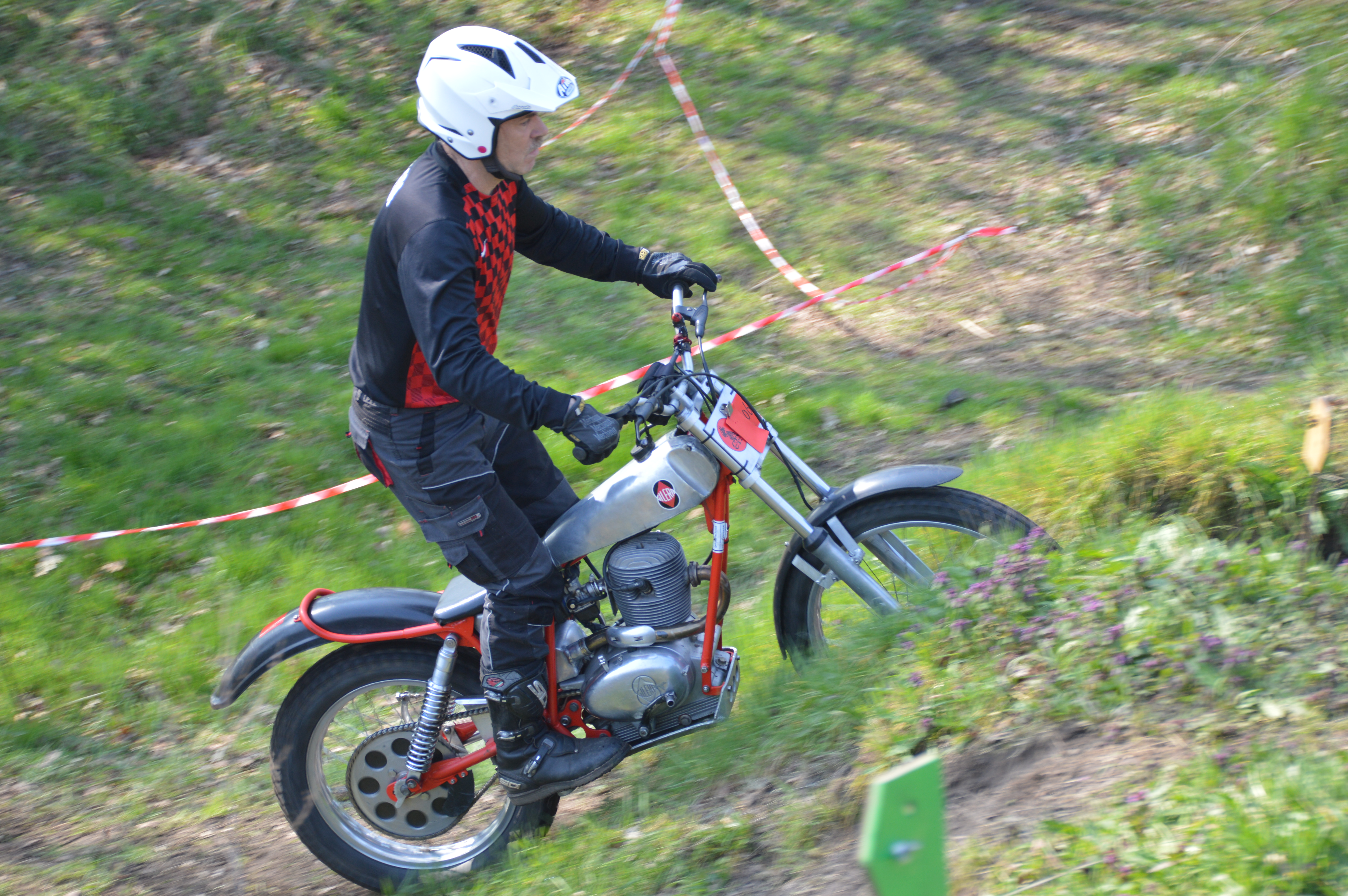
Gerwin Ringenier op zijn Gilera tijdens een Classic Trial wedstrijd te Sleen

Classic trial is een officieuze competitie die wordt verreden met klassieke motoren. Om mee te doen met Classic Trial wedstrijden dient een rijder te beschikken over een klassieke trialmotor of vergelijkbare replica. Deze motoren zijn flink zwaarder dan moderne trialmotoren en er wordt dan ook niet of nauwelijks mee gesprongen. Non-Stops voor klassieke trialmotoren bestaan vooral uit hoogteverschillen gecombineerd met krappe, kort op elkaar volgende bochten. In tegenstelling tot de leeftijd van de motoren is een de leeftijd van de deelnemers geen eis verbonden, iedereen van jong tot oud mag dus mee doen.

## Internationale toernooien
Met de Scottish Six Days Trial wordt al sinds 1909 internationaal competitie gevoerd in de trialsport. Dit is het oudste trial evenement ter wereld, dat (met uitzondering van de twee wereldoorlogen) jaarlijks wordt verreden. Enkele jaren later, in 1914, ontstond de eerste Scott Trial, een ca. 70 mijl lange trial in het Verenigd Koninkrijk.
Sinds 1964 wordt er - in de opmaat naar een officieel WK - in de trialsport internationaal gestreden, in eerste instantie werd dit toernooi de Challenge Henri Goutars genoemd, maar dat werd in 1968 omgedoopt naar het FIM Europe Championship onder auspiciën van de Fédération Internationale de Motocyclisme (FIM). Omdat de trialsport buiten Europa nauwelijks aanzien genoot werd de winnaar van deze toernooien de facto gezien als de wereldkampioen.
In 1975 werd de officiële wereldtitel ingesteld, het FIM World Championship, met als eerste winnaar de Brit Martin Lampkin. Deze competitie, ook wel TrialGP genoemd is de absolute top van de trialsport en wordt al jaren gedomineerd door Spaanse trialrijders als Toni Bou en Adam Raga. Na 40 jaar van afwezigheid is in 2019 voor het eerst weer een TrialGP in Nederland georganiseerd door de ZAMC (Zelhemse Auto- en Motorclub) in Zelhem op 22 en 23 juni.
In 1984 werd een competitie opgezet voor nationale teams, bekend als de Trial des Nations. In 1993 werd een spectaculaire indoor-versie van de wereldtitel (heren) ingesteld (X-Trial), en sinds 2000 is er ook een speciale competitie voor vrouwen.
En sinds 1992 is er ook weer een apart FIM Europees kampioenschap trial.

## Nationale toernooien

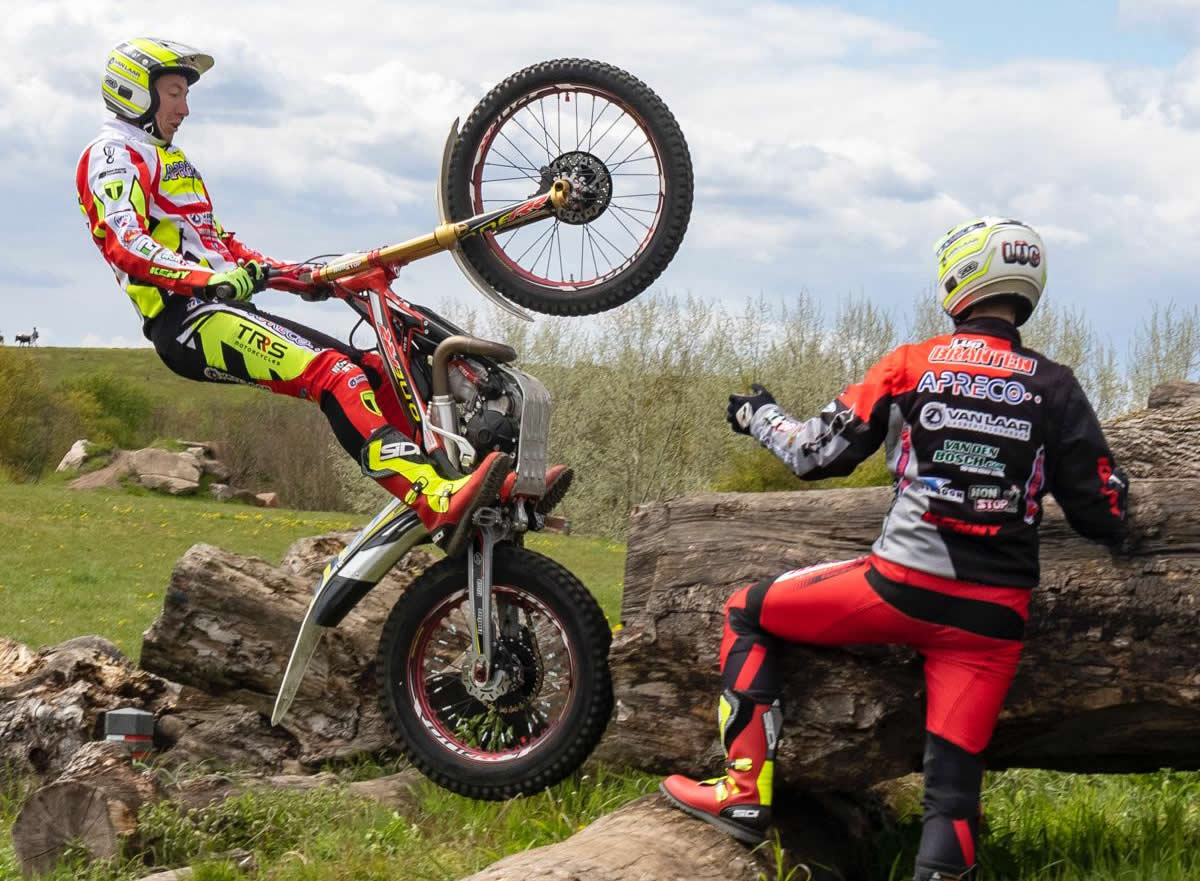
Luc Branten op zijn TRS tijdens een wedstrijdtraining. Trialrijders worden tijdens risicovolle acties ondersteund door een zogenaamde Minder. Deze heeft als taak de motor te vangen wanneer het mis gaat zodat de rijder zich om zichzelf kan bekommeren.

In Nederland worden het ONK Trial en het NK Jeugd Trial georganiseerd. Vaak worden de wedstrijden op dezelfde dag op hetzelfde terrein verreden.

## Motortrials
- Anglo-Dutch Reliability Trial: Vierdaagse betrouwbaarheidsrit die door samenwerking van de Britse en Nederlandse motorindustrie werd opgezet om de betrouwbaarheid van de motorfietsen aan te tonen. Daar hadden vooral de Britten belang bij, want de motorblokken die in Nederland werden gebruikt waren vrijwel uitsluitend van Britse afkomst. De eerste rit werd in 1912 verreden, de tweede in 1913 en toen maakte de Eerste Wereldoorlog voorlopig een einde aan het evenement. Pas in 1989 werd de rit in ere hersteld. De rit wordt om de twee jaar om en om in Nederland en Engeland verreden en staat open voor motorfietsen van vóór 1915, ook uit andere landen.
- X-Trial of Indoor trial: Trialwedstrijd die in een hal wordt verreden. Bij X-trial worden uitsluitend kunstmatige hindernissen gebruikt. De eerste van Nederland werd in 1975 in Arnhem gereden.
- Plonkers Trial (Plonkers Pleasure Trial): Sinds ca. 1982 georganiseerde wedstrijd voor eigenaren van veteraan-trialmotoren.
- Reliability Trial: Combinatie van betrouwbaarheidsrit en trial, eigenlijk meer een enduro wedstrijd, waar evenwel echt trialstukken in zitten. Wordt ook gereden met trialmotoren.
- Scott-trial: Wedstrijd die ontstond toen de testrijders van de Scott motorenfabriek in hun testroute (to try = proberen, testen) steeds moeilijkere hindernissen gingen inbouwen. Hieruit ontstond de trial, evenals de speedtrial, de voorloper van enduro.

## Trialclubs in Nederland
Er zijn een aantal trialclubs in Nederland geregistreerd, deze clubs zijn allen aangesloten bij de KNMV:
| Provincie | Club                                            |
| DR        | Trialclub Zuid Oost Drenthe                     |
| OV        | MSG Universiteit Twente                         |
| GE        | MC Arnhem                                       |
| GE        | MSV Noord Oost Veluwe                           |
| GE        | MC de Rijnridders                               |
| GE        | ZAMC                                            |
| GE        | Trial Club Apeldoorn                            |
| GE        | MC Nunspeet                                     |
| NH        | MAB-Club Texel                                  |
| NH        | TC Obdam e.o.                                   |
| ZH        | MC The Wheelie                                  |
| NB        | MSC Breda                                       |
| NB        | Motor Trial Club Oost-Brabant (MTCOB) Schijndel |
| LI        | Baarlose Trial Club                             |